# Monoglycéride

Structure générique d'un 1-monoacylglycérol.

Structure générique d'un 2-monoacylglycérol.

Un monoglycéride, ou monoacylglycérol (MAG), est un glycéride formé d'un résidu d'acide gras combiné à un résidu de glycérol par une liaison ester. On peut les classer en deux groupes, les 1-monoacylglycérols et les 2-monoacylglycérols selon que le groupe acyle est en position 1 ou 2 du résidu glycérol — voir images ci-contre, où R représente le groupe acyle.
Les monoglycérides résultent de la libération d'un acide gras par hydrolyse d'un diglycéride sous l'action d'une diacylglycérol lipase et sont eux-mêmes clivés par une monoacylglycérol lipase. Monoglycérides et diglycérides sont fréquemment utilisés par l'industrie agroalimentaire comme émulsionnant afin de mélanger des ingrédients autrement non miscibles tels qu'une huile alimentaire dans de l'eau.
Des monoglycérides notables sont le 2-arachidonylglycérol, un agoniste des récepteurs cannabinoïdes, et le 2-oléylglycérol, un agoniste du GPR119.